# Saint-Julien-Chapteuil
Saint-Julien-Chapteuil település Franciaországban, Haute-Loire megyében. Lakosainak száma 2021 fő (2022. január 1.). Saint-Julien-Chapteuil Champclause, Lantriac, Laussonne, Montusclat, Queyrières, Saint-Front, Saint-Germain-Laprade és Saint-Pierre-Eynac községekkel határos.

## Népesség
A település népessége az elmúlt években az alábbi módon változott:
| Lakosok száma | 1646 | 1569 | 1664 | 1877 | 1881 | 1880 | 1920 | 1997 | 2010 | 2021 |
|               | 1968 | 1982 | 1990 | 2006 | 2013 | 2015 | 2017 | 2019 | 2020 | 2022 |